# Tainan (stad)
Tainan (traditioneel Chinees: 台南 of 臺南; vereenvoudigd Chinees: 台南; pinyin: Táinán) is een stad en stadsprovincie in Taiwan. De stad ligt in het zuidwesten van Taiwan.
Tainan telde in 2011 bij de volkstelling 1.876.312 inwoners op een oppervlakte van 2191,6531 km².